# Contarinia niveonigra
Contarinia niveonigra är en tvåvingeart som först beskrevs av Barnes 1927.  Contarinia niveonigra ingår i släktet Contarinia och familjen gallmyggor.
Artens utbredningsområde är Thailand. Inga underarter finns listade i Catalogue of Life.